# Monroe County, Alabama
Monroe County är ett administrativt område i delstaten Alabama, USA, med 23 068 invånare. Den administrativa huvudorten (county seat) är Monroeville. 

## Geografi
Enligt United States Census Bureau så har countyt en total area på 2 679 km². 2 657 km² av den arean är land och 22 km² är vatten.

### Angränsande countyn
- Wilcox County - nord
- Butler County - nord, nordöst
- Conecuh County - öst
- Escambia County - sydöst
- Baldwin County - sydväst
- Clarke County - väst

### Större motorvägar
- U.S. Highway 84
- State Route 21
- State Route 41
- State Route 47
- State Route 59